# 101 Tower (Київ)
Бізнес-центр «101 Tower» — 27-поверховий хмарочос-офісний центр в центральному районі Києва на вул. Гетьмана Павла Скоропадського, 57. Знаходиться неподалік двох станцій метро — «Вокзальна» та «Університет».
Побудований у 2012 році за проєктом компанії «Архіматика», площа приміщень понад 60 тис. м².

## Історія будівництва
У липні 2010 року Науково-технічна рада при Міністерстві регіонального розвитку та будівництва підтримала пропозицію замовника і девелопера будівництва бізнес-центру «101 Tower» ТОВ «К. А. Н. Девелопмент» відносно зниження висотності будівлі з 34 до 27 поверхів.
Загальна висота будівлі у зв'язку з цим знизилася з 125,5 м до 113,6 м.
Через нерівний київський рельєф висота будівлі склала 116,1 м з одного боку і 113,6 м — з іншого.
Будівля прийнята в експлуатацію в листопаді 2011 року. Але завершальні роботи виконувались до травня 2012 року.

## Події
25 червня 2012 року о 22:00 сталася пожежа у фітнес-центрі, що розташувався на 7 поверсі будівлі 101-Tower. Пожежа сталася через коротке замикання електропроводів зайнявся балкон на 7 поверсі будівлі. Пожежні прибули на місце події за 8 хвилин, а за наступні 15 загасили вогонь. Під дією вогню було пошкоджено утеплювач, закопчено стіни та стелю балкону. Жертв та постраждалих не було.

### Російсько-українська війна

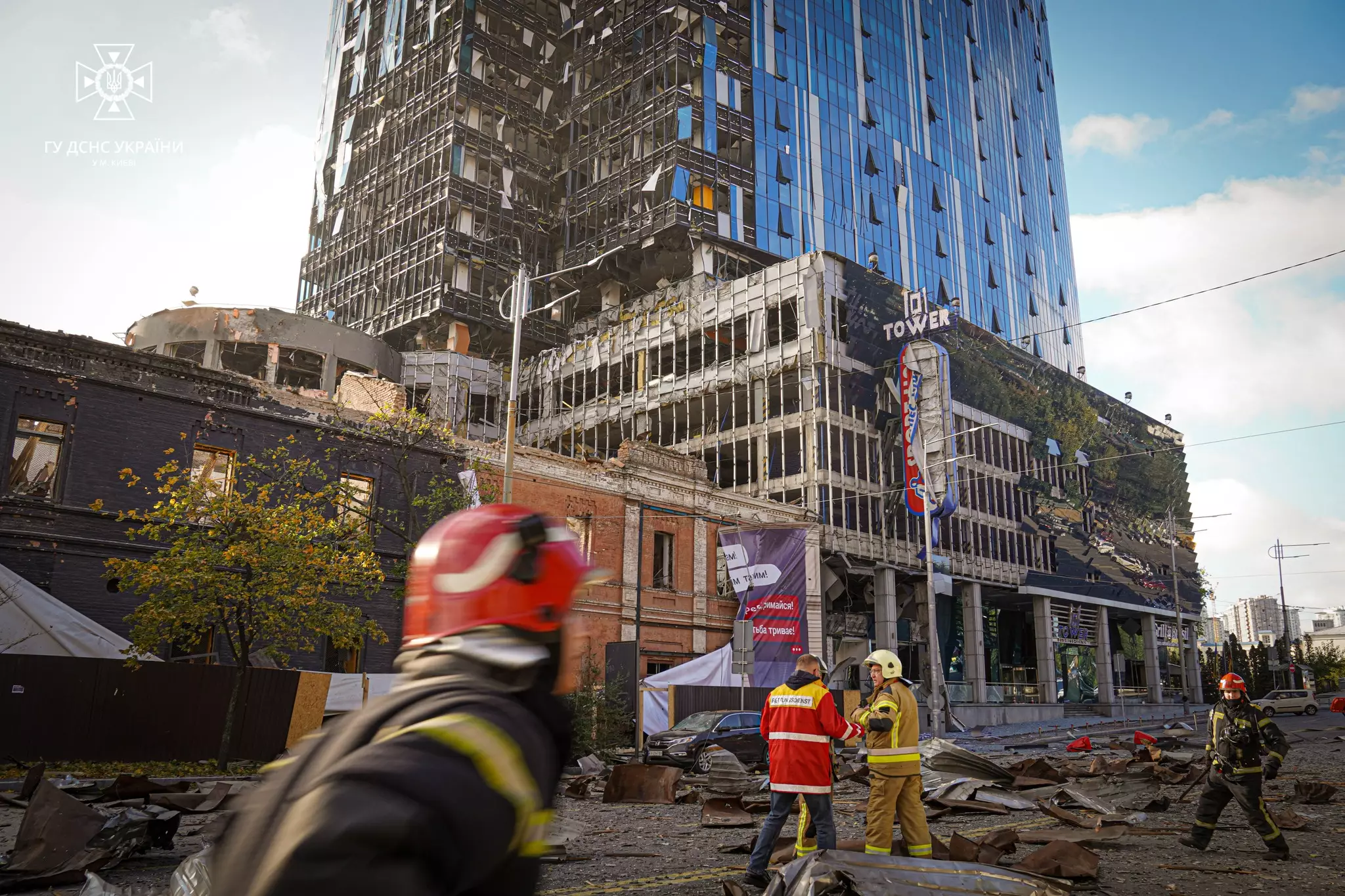
Після російського обстрілу

10 жовтня 2022 року будівля була пошкоджена при масованому обстрілі Києва Росією за допомогою крилатих ракет. Імовірно, російські військові цілили по ТЕЦ-3, що знаходиться навпроти бізнес центру, а натомість зруйнували історичні будівлю поруч та пошкодили будинок бізнес-центру.
Вибуховою хвилею було розбито частину вікон на фасаді, пошкоджено внутрішні комунікації, від перепаду тиску погнулись двері ліфтів.
Власники припускають, що відбудова коштуватиме порядку $10 млн.

## Характеристики
Будівля комплексу побудована з урахуванням сучасних вимог і світової практики: відкриті архітектурно-планувальні рішення, сучасні скляні фасади з високим опором теплопередачі, системи автоматизації і диспетчеризації усіх інженерних систем будівлі, 10 швидкісних ліфтів, енергоощадні технології в комплектації устаткування систем вентиляції, кондиціонування, опалювання, електропостачання.
Для зручності орендарів в будівлі передбачені ресторани швидкого харчування і кафе, непродовольчі магазини, великий підземний і надземний паркінги.